# Sinfonia Concertante hegedűre, brácsára és zenekarra
W. A. Mozart Esz-dúr Sinfonia Concertante hegedűre, brácsára és zenekarra (K. 364), Mozart 1779-ben keletkezett műve.

## Keletkezéstörténet
Az 1770-es években kísérletezett Wolfgang Amadeus Mozart a sinfonia concertante műfajával, ennek szép eredménye az 1779-ben kora őszén Párizsból Salzburgba hazatérvén komponálta a hegedűre, brácsára és zenekarra született művét, amely ez egyik legjobb keveréke a szimfóniának és a versenyműnek. A Mannheimet és Párizst érintő körútja után komponálta Mozart a concerto akkori szabályaihoz ragaszkodva háromtételes művét.
A tételek:
1. Allegro Maestoso
2. Andante
3. Presto

A mű komplex dinamikái a zenekari szólamokban az akkori zenekarok rohamos fejlődését reflektálják; nagy hatással volt Mozartra a mannheimi udvari zenekar meglátogatása 1777-1779-es turnéja során, ahol a koncertáló szimfónia műfaját ismerhette meg, ahol ezt igen kedvelték. A mannheimi mesterek (Carl Stamitz, Ignaz Holzbauer, Christian Cannabich) nyilvánvalóan a késő barokk concerto grosso és a modern szonáta szintézisének lehetőségét látták benne.

## Tételek

### Allegro maestoso
Úgy látszik, hogy az Esz-dúr hangnemhez kapcsolódó (már Beethoven Eroicáját megelőzően „hősi”) hangulatkört nemcsak az első tétel komoly, ünnepélyes tematikájával kívánta kiemelni Mozart, hanem a zenekar különösen árnyalt színeivel is: ezért alkalmazott az együttesben osztott brácsákat. A két szólóhangszer zenei anyagát szoros egység, ugyanakkor bőven áradó muzsikálókedv és dallamgazdagság jellemzi. Az első és második tétel kadenciáit Mozart különös gonddal komponálta meg.

### Andante
Legismertebb a mű lassútétele, talán Michael Nyman variációinak köszönhetően, ill. Peter Greenaway Drowning by Numbers c. film kísérőzenéjeként is hallható. (Az eredeti darab a film végén a közreműködők kiírásakor is hallható.)
A lassú tétel egyébként e műfajban egyik legjelentősebb alkotása, töprengő és elmélyült komolyság váltja fel az eddig szokásos gondtalan éji zenék hangját.

### Presto
A finálé vidám témájának megalkotásánál a zeneszerző nem riadt vissza a népszerű közhelyektől sem, a két szólóhangszer szólama pedig mozgékonyan kergetőzik e temperamentumos Presto során.

## Érdekességek
A mélyhegedűszólam eredetileg D-dúrban íródott, annak ellenére, hogy a mű Esz-dúrban van; Mozart a hangszer normál hangolásához képest minden húrok egy fél hanggal való elhangolását írta elő (scordatura-technológia), hogy a hangszernek még briliánsabb hangja legyen. Manapság csak korhű előadások esetén használják, mivel a modern brácsák hangereje nincs annyira elmaradva a hegedűkétől.